# یان بالسرود
یان بالسرود (انگلیسی: Jan Baalsrud; ۱۳ دسامبر ۱۹۱۷ – ۳۰ دسامبر ۱۹۸۸) یک فرد نظامی اهل نروژ بود. در نهم آوریل ۱۹۴۰ در جریان جنگ جهانی دوم، نروژ به اشغال آلمان نازی درآمد و هیتلر دستور داد تا دژ نروژ را ایجاد کنند. (دژ نروژ اصطلاحی آلمانی است که به سیستم و تجهیزات دفاعی آلمان گفته می‌شود که در حاشیه ساحلی نروژ ایجاد شده بود تا در شمال نروژ به مقابله با هواپیماها، کشتی‌ها و زیردریایی‌های متفقین بپردازد). سال ۱۹۴۳ در اسکاتلند، انگلیسی‌ها سربازان نروژی را آموزش‌های نظامی می‌دادند تا آنها عملیات‌های خرابکارانه در نروژ انجام دهند.
در ۲۴ مارس ۱۹۴۳ تعداد ۱۲ سرباز نروژی آموزش دیده طی عملیاتی به نام «مارتین قرمز» از راه دریا به نروژ فرستاده شدند تا در فرودگاه‌ها و تجهیزات نظامی آلمانی خرابکاری ایجاد کنند. آنها پس از انجام عملیات و جمع‌آوری اسناد و مدارک مهم از عملیات و تجهیزات آلمانی، به وسیله یک شهروند نروژی که نقش رابط آن‌ها را داشت لو داده شد و آلمانی‌ها ۱۱ نفر از آنها را دستگیر، شکنجه و در نهایت کشتند و مدارک به دست آلمانی‌ها افتاد. در این بین فقط یک نفر از آن ۱۲ نفر به نام «یان بالسرود» توانست از مهلکه فرار کند و طی چندین هفته با شرایط بسیار سخت و وخیم در سرمای زیر صفر درجه و با کمک و حمایت مخفیانه تعدادی از شهروندان نروژی، توانست از طریق مرز سوئد فرار کند.
«یان بالسرود» در طی مدتی که در حال فرار بود بارها در شرایط بسیار سخت طبیعی و تهدیدهای آلمانی‌ها قرار گرفت. به طوری که از ناحیه انگشتان پا به قانقاریا مبتلا گشت و حتی مجبور شد به دست خودش دو انگشت پای خود را ببرد تا به این طریق جلوی پیشگیری عفونت را بگیرد.
«یان بالسرود» بخاطر جمله آخر همرزمش قبل از دستگیری که گفت: «ثابت کن که مأموریت ما بیهوده نبوده» و همچنین حمایت افراد محلی نروژی که به شدت از آلمانی‌ها متنفر بودند و او را به چشم یک قهرمان می‌نگریستند، در مقابل تمامی مشقت‌ها و سختی‌های موجود مقاومت کرده و در نهایت توانست اطلاعات فوق محرمانه ای که در جریان عملیات بدست آورده بود را در قالب گزارشی نوشته و تحویل ارتش دهد.
فیلم دوازدهمین مرد (12Th Man - سال ۲۰۱۷) (به زبان نروژی: Den 12 Mann) که توماس گولستاد (Thomas Gullestad) نقش آن را بازی می‌کند به زیبایی به این داستان می‌پردازد.
«یان بالسرود» هیچ وقت خود را قهرمان نمی‌دانست و معتقد بود آن مردمانی که او را زنده نگه داشتند قهرمانان واقعی هستند. وی مدال افتخار سنت اولاوس نروژ و همچنین بخاطر خدماتش از امپراتوری بریتانیا مقام شوالیه افتخاری را دریافت کرد. او در ژانویه ۱۹۸۸ در گذشت و به وصیت خودش، او را در «ماندالین» (همان جایی که مردمانش برای زنده نگه داشتن او به وی کمک کردند) به خاک سپردند.